# Blaya
Блая (порт. Blaya) — артистический псевдоним Карлы Родригес (род. 27 мая 1987 года), португальской певицы и танцовщицы бразильского происхождения.

## Карьера
Начала петь в 2001 году, но ее профессиональная карьера стартовала только в 2008 году, после того, как она пришла на кастинг как танцовщица для Buraka Som Sistema. Она также стала одним из вокалистов группы. Партнерство с группой продолжалось до 2016 года, года её расформировании на неопределенное время. До этого, в 2013 году, Блая выпустила бесплатный сольный EP под названием Blaya. Чтобы продвинуть EP, она выпустила музыкальное видео для «Superfresh», одного из треков EP, в декабре 2013 года.
После этого Блая переключилась работу учителя танцев, а затем вернулась к пению.
В марте 2018 года выпустила сингл «Faz Gostoso», который имел огромный успех в Португалии. «Faz Gostoso» занял первое место в португальских чартах и заработал более 24 миллионов просмотров на YouTube. В сентябре 2018 года Блая выпустила два сингла с соответствующими музыкальными клипами: «Má Vida» и «Vem na Vibe». В том же месяце на португальском телеканале TVI состоялась премьера теленовеллы «Valor da Vida», и песни из неё «Tudo Passou» в исполнении Blaya. «Tudo Passou» включает в себя музыкальные и лирические элементы хитового сингла Kaoma  «Lambada». Музыкальное видео было снято в Гимарайнше.

## Личная жизнь
Хотя Блая родилась в Бразилии, она приехала жить в Португалию, когда ей было всего два месяца.
В 2012 году публично заявила о своей бисексуальности.
В июле 2017 года у нее родился первый ребенок, девочка по имени Аура Электра Родригес Руссо.

## Дискография

### Синглы
| Название                                                  | Год  | Наивысшее место в чарте | Альбом             |
| Название                                                  | Год  | POR                     | Альбом             |
| --------------------------------------------------------- | ---- | ----------------------- | ------------------ |
| «Faz Gostoso»                                             | 2018 | 1                       | Неальбомные синглы |
| «Má Vida»                                                 | 2018 | —                       | Неальбомные синглы |
| «Vem na Vibe»                                             | 2018 | 46                      | Неальбомные синглы |
| "—" означает, что сингл не попал в чарт или не был издан. |      |                         |                    |

## Награды и номинации
| Год  | Награда                       | Категория                        | Результат |
| ---- | ----------------------------- | -------------------------------- | --------- |
| 2018 | Музыкальная премия MTV Europe | Лучший португальский исполнитель | Номинация |